# Сидоров, Валерий Николаевич
Валерий Николаевич Сидоров (род. 15 июля 1959, Саратов) — советский и украинский хоккеист, защитник.

## Биография
Воспитанник саратовского «Кристалла». Дебютировал за команду в сезоне 1976/77, проведя в чемпионате СССР 9 матчей. После следующего сезона, проведённого в первой лиге, перешёл в киевский «Сокол», за который отыграл девять сезонов и стал бронзовым призёром чемпионата 1984/85. В сезоне 1987/88 перешёл в тольяттинское «Торпедо». Из клуба, переименованного в «Ладу», в 1992 году перешёл в «Кристалл» Саратов. Затем играл, по одним данным, за немецкий «Гендорф» (1994/95) и шотландский «Дамфрис Бордер Викингс» (1995/96), по другим — только за «Дамфрис Викингс» (1994/95). Выступал за российские клубы «Торпедо-2» НН (1995/96), «СКА-Амур» Хабаровск и «Носта-Южный Урал» (1997/98), за украинские команды «Сокол» и «Льдинка» (Киев, 1996/97), «Беркут-ПВО» (Киев, 1998/99), «Льдинка» (1999/2000), «Беркут» Бровары (2005/06), АТЭК Киев (2007/08), «Ватра» Ивано-Франковск (2008/09).
В ряде клубов играл вместе со старшим сыном Иваном (род. 1978). Младший сын Николай (род. 1986) также хоккеист.
Работал в российских командах тренером-селекционером. С 2008 года работал в ДЮСШ «Сокол». В сезоне 2013/14 — главный тренер команды U16 ХК «Донбасс». Главный тренер сборной Юга U14 (2015/16). Тренер команды ХК «Мордовия» U18 (2017/18), в 2017 году назначен главным тренером СДЮШОР по хоккею.